# Epirhyssa theloides
Epirhyssa theloides är en stekelart som beskrevs av Porter 1978. Epirhyssa theloides ingår i släktet Epirhyssa och familjen brokparasitsteklar. Inga underarter finns listade i Catalogue of Life.